# Acalyptris lesbia
Acalyptris lesbia is een vlinder van de familie van de dwergmineermotten (Nepticulidae), van de onderfamilie van de Nepticulinae. De wetenschappelijke naam van deze soort is voor het eerst voorgesteld door Erik van Nieukerken en Michael Hull in een publicatie uit 2007. Deze soort is vernoemd naar het eiland Lesbos waar deze soort kan worden aangetroffen.
De spanwijdte bedraagt bij het mannetje 4,0 tot 4,6 millimeter en bij het vrouwtje 4,4 tot 4,8 millimeter.

## Voorkomen
De soort komt voor op het Griekse eiland Lesbos.

## Biologie
De rups leeft op Limonium gmelinii (Plumbaginaceae). Het ei kan zowel op bovenkant als aan de onderkant van het blad worden afgezet. De rups leeft in en van het blad en vormt zo een vraatspoor in de vorm van een gangetje dat een gangmijn wordt genoemd. De uitgang van de mijn zit aan de bovenkant van het blad. De verpopping vindt plaats in een witte cocon, meestal gesponnen aan de onderzijde van het blad.